# Papilio phorbanta
Papilio phorbanta ist ein Schmetterling aus Familie der Papilionidae. Er kommt endemisch auf der Insel Réunion vor und war wahrscheinlich auch auf den Seychellen heimisch, wobei er dort seit ca. 1890 als ausgestorben gilt. In der englischen und französischen Sprache ist der Trivialname Papillon La Pature gebräuchlich.
Der Schmetterling erreicht eine Flügelspannweite von 40 bis 55 mm. Die Flügel des Männchens sind schwarz mit großen blauen Flecken. Das Weibchen hingegen hat braune Flügel mit weißen Punkten an den Rändern.
Papilio phorbanta lebt in den Wäldern Réunions. Die Raupen ernähren sich von Rautengewächsen (Rutaceae), zu denen auch die Zitruspflanzen zählen. Die Falter fliegen bevorzugt in einer Höhe von 300 bis 1200 Metern, sie wurden aber zuweilen auch zwischen 0 und 1400 Metern gefunden. Die vier Zentimeter lange grüne bis gelb-grüne Raupe findet man meist auf Zitrusbäumen, an die sie sich offensichtlich angepasst haben. Die Larve ist ca. 3 cm lang.
Die Eier werden oft von Trichogrammatidae oder Sceleonidae parasitiert, die Larven von Carcelia evoluans.
Papilio phorbanta steht auf der roten Liste der bedrohten Tierarten (VU – Vulnerable) und ist seit 1979 von der französischen Regierung gesetzlich geschützt, darf somit nicht gefangen, verkauft oder transportiert werden.

## Unterarten
- Papilio phorbanta phorbanta (Réunion)
- Papilio phorbanta nana Oberthür, 1879 (Seychellen)